# Brazylijski integralizm

Flaga integralistów z symbolem ruchu - czarną sigmą

Brazylijski integralizm to skrajnie prawicowy i faszystowski ruch polityczny utworzony w kwietniu 1933 roku. Założony był i prowadzony przez Plínio Salgado. Zaadaptował ideologię i symbolikę charakterystyczną dla europejskiego faszyzmu, zwłaszcza włoskiego i niemieckiego.
Partia Salgado nazywała się Ação Integralista Brasileira (AIB, Brazylijska Akcja Integralistyczna). Za swój symbol AIB wzięła flagę inspirowaną układem graficznym sztandaru hitlerowskich Niemiec – biały okrąg na błękitnym tle, z czarnym symbolem sigma (Σ) w swoim centrum.

## Charakterystyka

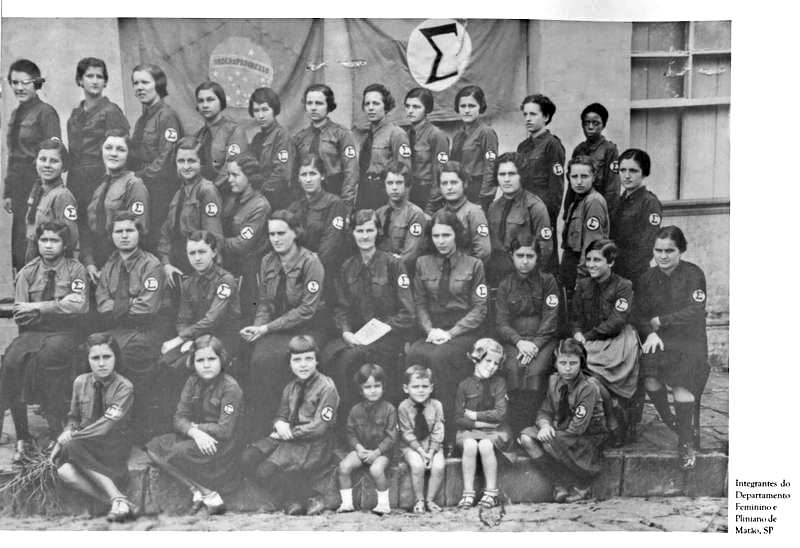
Kobiety-integralistki, członkinie Departamento Feminino e de Juventude

Brazylijski integralizm posiadał m.in. paramilitarną organizację odzianą w zielone koszule, w której występowały stopnie wojskowe, przeprowadzającą demonstracje uliczne. Posługiwał się agresywną retoryką i finansowany był częściowo, ale bezpośrednio przez Włochy Mussoliniego. Integraliści czerpali również z doświadczeń nazistów w prowadzeniu kampanii propagandowych – włączając w to nienawiść do marksizmu, liberalizmu i fanatyczny nacjonalizm. Podobnie jak w Europie, większość brazylijskich faszystów było członkami klasy średniej. Udało im się także uzyskać pewne wsparcie od oficerów wojskowych, zwłaszcza z marynarki wojennej.
Walka z Żydami była zawsze kwestią sporną wewnątrz ruchu i przedmiotem dyskusji pomiędzy liderami – Salgado był przeciwnikiem antysemityzmu, podczas gdy Gustavo Barroso, dowódca Milicji Integralistycznej (grupy paramilitarnej) nienawidził Żydów. To doprowadziło do dwóch poważnych kryzysów w ruchu: w 1935 i 1936, w wyniku których Plinio był bliski zrezygnowania z przywództwa.
Jednym z najważniejszych idei w życiu integralistów była Wewnętrzna Rewolucja lub Rewolucja Siebie, podczas której człowiek przestawał myśleć tylko o sobie, zamiast tego przyjmował ideę wielkiej integralistycznej rodziny – stawał się jednym z Ojczyzną, odrzucając samolubne i złe wartości.

## Stosunek do reżimu Vargasa

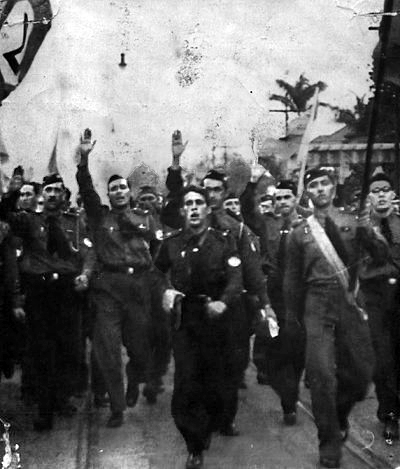
Integraliści w czasie demonstracji ulicznej wykonują pozdrowienie wraz z okrzykiem "Anauê!",
oznaczającym w indiańskim języku tupi "jesteś moim bratem!"

Na początku lat 30. XX wieku, w Brazylii pojawiła się duża liczba radykalnych ruchów politycznych. Rząd prezydenta Getúlio Vargasa, po wprowadzeniu przez niego zmian w prawie pracy, stracił na popularności. Zyskała ją Komunistyczna Partia Brazylii. W tej sytuacji Vargas zwrócił się w kierunku prawicy, rozpoczynając później reżim nazywany Estado Novo (Nowe Państwo).
Tymczasem integralizm zyskiwał na popularności pośród Brazylijczyków, zwłaszcza tych pochodzenia niemieckiego i włoskiego (ok. miliona osób). W 1934 roku faszyści zaatakowali ruch komunistyczny, przewodzony przez Luísa Carlosa Prestesa, mobilizując masy o konserwatywnym nastawieniu i urządzając uliczne walki z lewicowcami.
Prezydent Vargas zawiązał sojusz z AIB i w 1937 roku udało mu się skupić we własnym ręku całą władzę dyktatorską. Jednak wkrótce potem zwrócił się przeciwko faszystom. Pomimo tego, że AIB podobał się zwrot Vargasa na prawo, Salgado był bardzo ambitny i sam pragnął zostać prezydentem. W 1938 roku integraliści spróbowali zdobyć władzę po raz ostatni, atakując nocą pałac Guanabara. W ostatniej chwili policji i armii udało się powstrzymać brazylijskich faszystów przed zabiciem Vargasa.
AIB rozpadła się po tej nieudanej próbie przewrotu. Po kilku latach Salgado założył Partię Powszechnej Reprezentacji (PRP), która zachowała ideologię integralizmu, jednakże bez specyficznych ubiorów, pozdrowień, sygnałów i symboli. W 1964 roku wielu byłych członków AIB wzięło udział w wojskowym zamachu stanu, który obalił lewicowego prezydenta João Goularta; nowy prezydent Emílio Garrastazu Médici był byłym integralistą. Obecnie w Brazylii istnieje kilka niewielkich grup, które kultywują integralistyczne tradycje. Nie mają one jednak politycznego znaczenia.